# Розанофф, Мартин Андре
Мартин Андре Розанофф, Sc.D. (28 декабря 1874, Николаев — 30 июля 1951) — российско-американский химик.
Родился в Николаеве в семье Клары Берчинской и Абрама Розаноффых, состоящей из четырёх детей.
Получил образование в классической гимназии в Николаеве, учился в Берлине, Париже, Нью-Йорке. Он был занят на различных должностях в Нью-Йорке и в Питтсбурге.